# Chusqueinae
Chusqueinae je tribus iz porodice trava, dio potporodice bambusovaca kojemu pripada preko 170 vrsta vazdazelenih bambusa u Srednjoj i Južnoj Americi. 
Sve vrste uključene su u rod čuskveja. Postoji najmanje 7 sinonima za rod Chusquea.

## Rodovi
1. Chusquea Kunth

## Sinonimi
- Coliquea Steud. ex Bibra, nom. inval.
- Dendragrostis Nees ex B. D. Jacks., nom. inval.
- Neurolepis Meisn.
- Planotia Munro
- Platonia Kunth
- Rettbergia Raddi
- Swallenochloa McClure